# Gladiolus mensensis
Gladiolus mensensis là một loài thực vật có hoa trong họ Diên vĩ. Loài này được (Schweinf.) Goldblatt miêu tả khoa học đầu tiên năm 1995.